# Yūko Sanpei
 (novembre 2014).
Si vous disposez d'ouvrages ou d'articles de référence ou si vous connaissez des sites web de qualité traitant du thème abordé ici, merci de compléter l'article en donnant les références utiles à sa vérifiabilité et en les liant à la section « Notes et références ».
Yūko Sanpei (三瓶 由布子, Sanpei Yūko), née le 28 février 1986 à Tokyo, est une seiyū.

## Rôles

### Série d'animation
2000
- Daa! Daa! Daa! (Saionji Kanata)

2001
- Ojarumaru (Hoshino (2nd voice), Rikie, Angry Boy, Kazuko Endo)

2002
- Galaxy Angel A (Cocomo Perot)
- Monkey Typhoon (Boy)

2003
- Di Gi Charat Nyo! (Ponzu)
- Galaxy Angel AA (Cocomo Perot)
- Nanaka 6/17 (Nenji Nagihara (6 years old), Girl B, Yūki)

2004
- DearS (Takeya Ikuhara (enfant))
- Galaxy Angel X (Cocomo Perot)
- Jubei-chan 2 ~The Counter Attack of Siberian Yagyu~ (Jubei Yagyu (enfant))
- School Rumble (Shuuji Harima)
- Sweet Valerian (Masao-kun)

2005
- Canvas 2 ~Niji Iro no Sketch~ (Schoolgirl)
- Eureka Seven (Renton Thurston)
- Gyagu Manga Biyori (Ramen Spirit, others)
- MÄR (Choro)
- Mushishi (Shinra Ioroi)
- Onegai My Melody (Ryō Ōta)

2006
- Aria the Natural (Akatsuki Izumo (enfant))
- Bokura ga Ita (Child)
- D.Gray-man (Jean Russell)
- Gintama (Seita)
- Onegai My Melody: Kuru Kuru Shuffle! (Ryō Ōta)
- Otogi-Jushi Akazukin (Souta Suzukaze (2nd voice))
- Ouran High School Host Club (Shiori Ebisugawa, Schoolgirl, others)
- Robotboy (Robotgirl)
- School Rumble Nigakki (Shuuji Harima)
- Soreike! Anpanman (Pink Shokupanman, Violin-kun)
- Shinseiki Duel Masters Flash (Kasumi)
- Yume Tsukai (Kentaro)

2007
- Koisuru Tenshi Angelique: Kagayaki no Ashita (Matt)
- Bokurano (Yoko Machi)
- Darker than Black (Maki)
- Hello Kitty Ringo no Mori to Parallel Town (Henry)
- Les Misérables: Shōjo Cosette (Paulette, Bressole)
- Myself ; Yourself (Syusuke Wakatsuki (enfant))
- Reborn! (Fūta and Lavina)
- Sola (Takeshi Tsujido (enfant))
- Shakugan no Shana II (Yuri Chvojka)
- Yes! PreCure 5 (Nozomi Yumehara/Cure Dream)

2008
- Blassreiter (Joseph Jobson (10 years old))
- Dazzle (Elmer)
- Inazuma Eleven (Terumi "Aphrodi" Afuro)
- Kaiba (Copy Warp)
- Majin Tantei Nōgami Neuro (Eri Hoshino)
- Noramimi (Shuichi)
- Yes! PreCure 5 Go Go! (Nozomi Yumehara/Cure Dream)
- Xam'd: Lost Memories (Nakiami)
- Robotboy (Robotgirl)

2009
- Natsu no arashi! (Hajime Yasaka)
- Fullmetal Alchemist: Brotherhood (Selim Bradley/Pride)
- Sawako (Chizuru Yoshida)
- Saki (Kazue Nanpo)

2010
- The Qwaser of Stigmata (Alexander Nikolaevich Hell)
- Arakawa Under the Bridge (Tetsuo)
- Beyblade: Metal (Masamune Kadoya)
- Ikkitousen: Xtreme Xecutor (Kansui Bun'yaku)
- Mitsudomoe (Shinya Satou)
- Tamagotchi! (Melodytchi)

2011
- The Qwaser of Stigmata II (Alexander Nikolaevich Hell)
- Nekogami Yaoyorozu (Gonta)
- Yu-Gi-Oh! Zexal (Haruto Tenjo, Obomi)
- The Idolmaster (Ryo Akizuki)

2012
- Area no kishi (Kakeru Aizawa)
- Aikatsu! (Kakeru Ōta)

2014
- D-Frag! (Azuma Matsubara)
- Hero Bank (Kaito Kōshō)
- Majin Bone (Gilbert)

2016
- Rinne (Shoma)

2017
- Boruto: Naruto Next Generations (Boruto Uzumaki)

2018
- Captain Tsubasa 2018 (Tsubasa Ozora)
- HUGtto! PreCure (Nozomi Yumehara/Cure Dream)

### Original video animation (OVA)
- Alien Nine (Hiroshi Iwanami)
- FLCL (Girl A)
- Grrl Power (Akira)
- Hiyokoi (Natsuki Aizawa)
- My-Otome 0~S.ifr~ (Elliot Chandler)
- Majokko Tsukune-chan (Nabul, Mika Onigawara, others)

### Films
- Doraemon: Nobita no Himitsu Dōgu Museum (2013) as Kurt[1]
- Pretty Cure All Stars Movie Series (Nozomi Yumehara/Cure Dream)
- Pretty Cure All Stars New Stage 3 Movie Series (Nozomi Yumehara/Cure Dream)
- Boruto: Naruto the Movie (Boruto Uzumaki)

### Jeux vidéo
- JoJo's Bizarre Adventure: All Star Battle (Narancia Ghirga)
- .hack//LINK (Tokio Kuryuu)
- Another Century's Episode 3 (Renton Thurston)
- Luminous Arc (Theo)
- Minna no Golf Portable 2 (Leo)
- Castlevania Judgment (Eric Lecarde)
- Fantasy Earth: Zero (Ella)
- Tales of Graces (young Richard)
- The Idolmaster Dearly Stars (Ryo Akizuki)
- Super Robot Wars Z (Renton Thurston)
- Super Robot Wars Z: Special Disc (Renton Thurston)
- Hyperdimension Neptunia mk2 (Kei Jinguji)
- Rune Factory 4 (Noel)
- Naruto Shippuden: Ultimate Ninja Storm 4 (Boruto Uzumaki)
- Genshin Impact (Mika)[2]
- Fire Emblem Heroes (Hilda (Genealogy of the Holy War) et Marcia)

### Doublage
- The Princess and the Frog (Charlotte "Lottie  La Bouff)
- Island of the Metal Soldats (Alice)
- Guest from the Future (Alice)